# Festival interceltique de Lorient 2011
La 41e édition du Festival interceltique de Lorient se déroule du 5 au 14 août 2011. Les diasporas des pays celtiques occupent la place de nation invitée.

## Pays invité
Les organisateurs avaient prévu initialement de fêter les Asturies, déjà mises en avant en 1998 et en 2003. Mais la principauté ne pouvait pas payer les 35 000 euros réclamés par le festival pour être invité d'honneur. Par conséquent, il a été décidé de célébrer les diasporas celtes, c'est-à-dire les musiciens, chanteurs et danseurs celtes venus des Etats Unis, d'Australie, du Chili, du Mexique, voire du Viêt Nam, ces pays étant une terre d'adoption pour beaucoup d'immigrés venus d'Irlande, d'Ecosse, de Bretagne, de Galice, etc. Ainsi le festival accueille notamment le groupe de rock celtique australien Claymore, le pipe-band mexicain La Banda de gaitas del Batallon de San Patricio ou le groupe chilien Ta Fechu.

## Concerts
Tri Yann (tournée des 40 ans) et Texas (Summer tour 2011) sont présents, ainsi que Hugues Aufray avec le Bagad de Lann-Bihoué (Grande Nuit des Diasporas Celtiques autour de Jack Kerouac), Luz Casal, The Waterboys, The Chieftains, Carlos Núñez, José Ángel Hevia, Denez Prigent, Sonerien Du, Nolwenn Korbell, Erik Marchand, Carré Manchot (25 ans), André le Meut, Djiboudjep, T with the Maggies, Hadley Castille, Alain Pennec avec Cyrille Bonneau, Yvon Étienne avec Andrea Ar Gouilh et Gweltaz Ar Fur (Glenmor, l'insoumis), Éric Le Lann avec Didier Squiban, Manu Lann Huel et Mhairi Hall.
Pour les enfants, Dan Ar Braz interprète les Comptines celtiques et d'ailleurs avec Clarisse Lavanant, et Cécile Corbel chante Arrietty (« concert pour Celtes en devenir »).

## Concours
Le Trophée MacCrimmon pour soliste de great Highland bagpipe est remporté par Cameron Drummond, qui gagne également le Concours International de Pibroc’h.
Le Trophée MacCrimmon pour soliste de gaïta est remporté par le Galicien Pedro Alvarez Fariña.
Le Trophée Matilin an Dall pour couple de sonneurs est remporté par les frères Keravec.
Le bagad Melinerion remporte les deux Trophées International Greatness de pipe band et de batteries.
Le Trophée de musique celtique Loïc Raison pour les nouveaux talents est remporté par Nish As Rish.
Le concours Kitchen Music est remporté par Gwenaël Le Corronc.
Le Trophée Botuha (pour les sonneurs de moins de 20 ans) est remporté par Glenn Guenerie.
Le concours d'accordéon est remporté par Morgane Labbé.
Le Trophée de harpe Camac est remporté par Quentin Vestur.

## Fonctionnement
650 000 festivaliers sont comptabilisés lors de cette édition.

## Discographie
Dès le printemps paraît une compilation contenant des titres des principaux artistes invités au festival :
- 2011 : 41ème festival interceltique de Lorient - Année des diasporas celtiques (Keltia)| No  | Titre                                                     | Durée |
| --- | --------------------------------------------------------- | ----- |
| 1.  | Historia de un Amor - Luz Casal                           |       |
| 2.  | Fisherman's Blues - The Waterboys                         |       |
| 3.  | La Fille du Nord - Texas                                  |       |
| 4.  | I Don't Want a Lover - Eddy Mitchell, Hugues Aufray       |       |
| 5.  | La Golondrina - Los Folkloristas, The Chieftains          |       |
| 6.  | Gwerz Kiev - Denez Prigent                                |       |
| 7.  | Busindre Reel - Hevia                                     |       |
| 8.  | Where Have You Been - Cecile Corbel                       |       |
| 9.  | Na Lauga - Lalma                                          |       |
| 10. | Le retour de la croisade - Tri Yann                       |       |
| 11. | Wedding Dress - T With The Maggies                        |       |
| 12. | The Rear Guard - Old Man Luedecke                         |       |
| 13. | Faire Whiskey - Hadley J. Castille                        |       |
| 14. | Firkin Point Set - Claymore                               |       |
| 15. | Nighean a'bhodaich an Ruighe an Aitinn - Mhairi Hall Trio |       |
| 16. | Volverla a Ver - Ta Fechu                                 |       |
| 17. | Rachie - Pendyrus Male Choir                              |       |

## Sources